# ندية إسفينية الأوراق
ندية إسفينية الأوراق (الاسم العلمي:Drosera cuneifolia) هي نوع من النباتات تتبع جنس الندية من الفصيلة الندوية.